# Chi Lăngstadion
Het Chi Lăngstadion (Vietnamees: Sân vận động Chi Lăng) is een multifunctioneel stadion in Đà Nẵng, een stad in Vietnam. 
Het stadion wordt vooral gebruikt voor voetbalwedstrijden, de voetbalclub SHB Đà Nẵng maakt tussen 1976 en 2016 gebruik van dit stadion. Er werd ook gebruik gemaakt van dit stadion in het Aziatisch kampioenschap voetbal onder 17 van 2000. In het stadion is plaats voor 28.000 toeschouwers. Het stadion werd geopend in 1954. 